# 四川广播电视塔
四川广播电视塔，位于中国四川省成都市成华区猛追湾，塔高339米，居中国西部第一，是中国第五高塔。四川广播电视塔由中国建筑西南设计院与中国广播电影电视部设计院联合设计 ，动工于1992年12月，半年后因资金问题停工，于1998年上半年复工，2006年10月17日正式竣工。塔内分为上塔楼和下塔楼，其中上塔楼设置在204米至218米区域，由室外观光层、旋转餐厅、室内观光层组成；下塔楼为在12.5米以下的旋盘式无柱塔楼，设置餐饮娱乐休闲项目。四川广播电视塔主要功能是建立成都和川西平原的广播电视网络和微波传输枢纽，覆盖1800万人口收听、收看广播电视节目。

## 建设历程
- 1983年，四川省政府立项兴建四川广播电视塔。
- 1992年12月28日，四川广播电视塔正式开工建设。
- 1993年6月29日，四川省长办公会议决定，四川广播电视塔工程项目不再由四川省级财政出资，应采取社会集资等多种方式。
- 1994年2月22日，“四川省川塔发展总公司”成立，对外招商引资。
- 1997年8月，工程项目与“四川省诚兴实业有限公司”达成合作，成立“四川省川塔诚兴实业有限公司”。
- 2003年3月，钢结构安装分项工程验收合格。
- 2004年4月，钢桅杆吊装完成并通过验收。
- 2005年3月1日，调频广播节目试播开播。
- 2006年10月17日，四川广播电视塔主体工程竣工，影视文化广场奠基。
- 2008年，汶川大地震未对四川广播电视塔的通讯传播造成重大影响。

## 配套项目
川塔影视文化广场（成都339）是作为四川广播电视塔的配套综合商业娱乐项目，建筑面积23.2万平方米，分为A、B、C三座裙楼建筑主体。

## 画廊

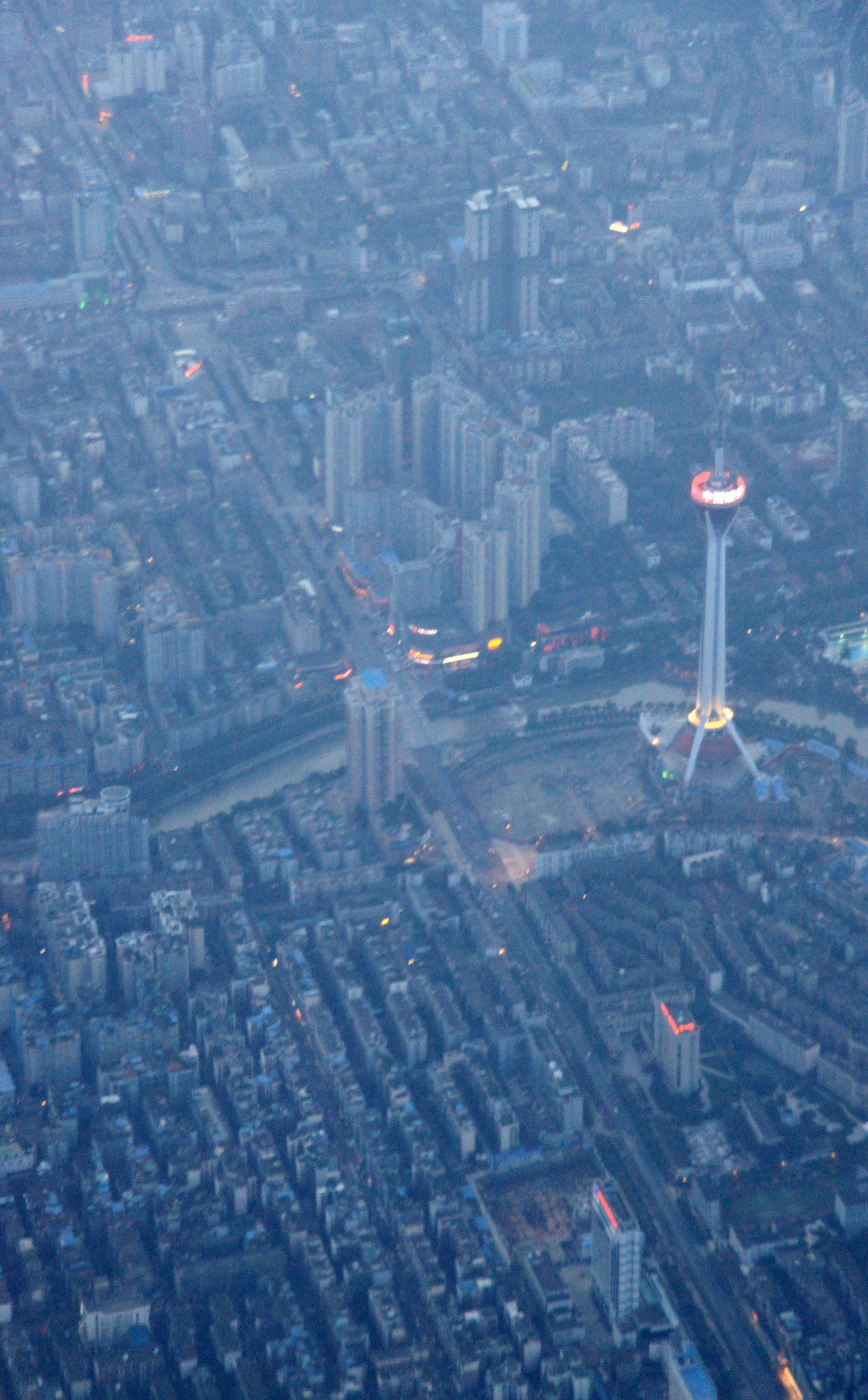
从民航飞机上俯瞰
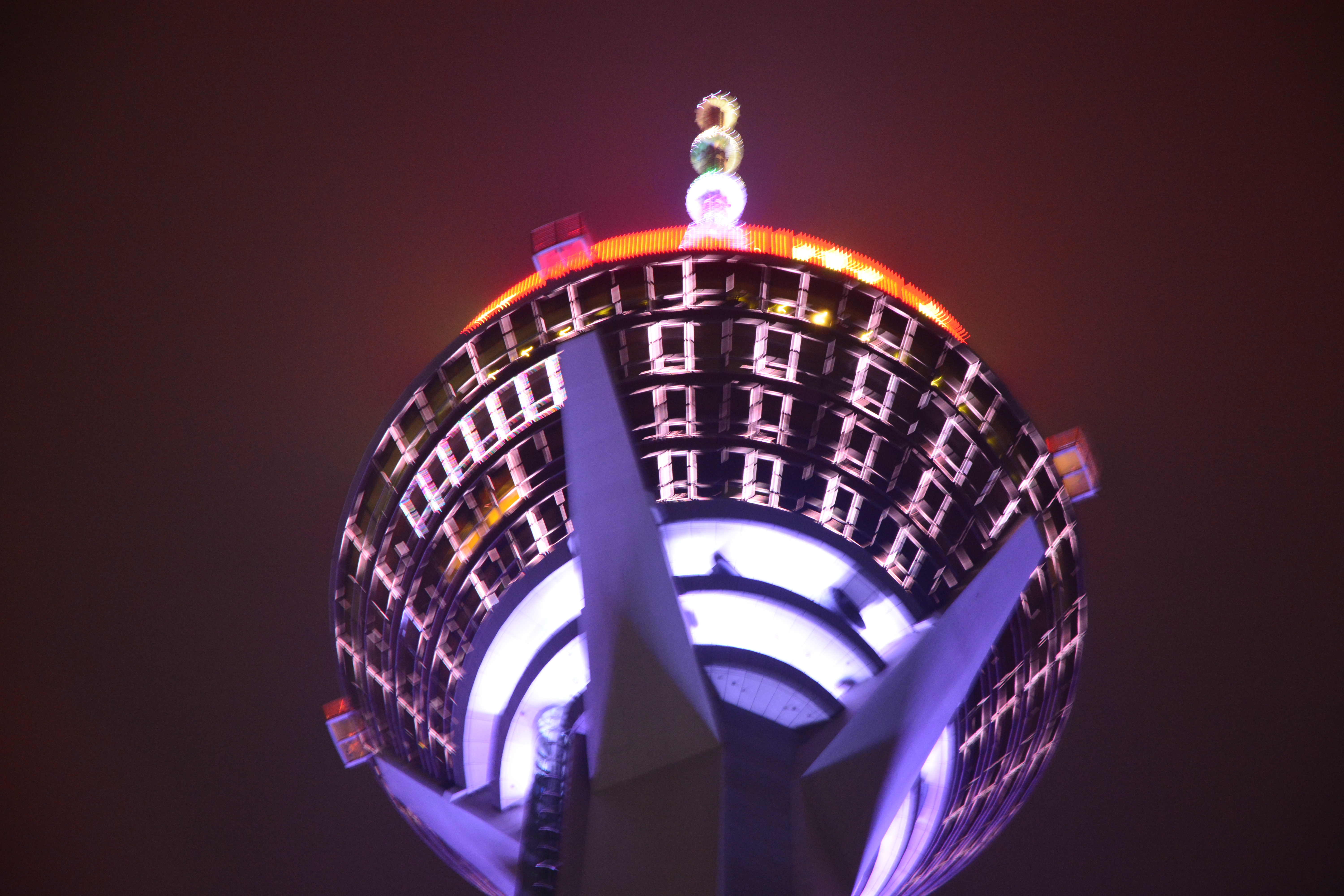
塔顶
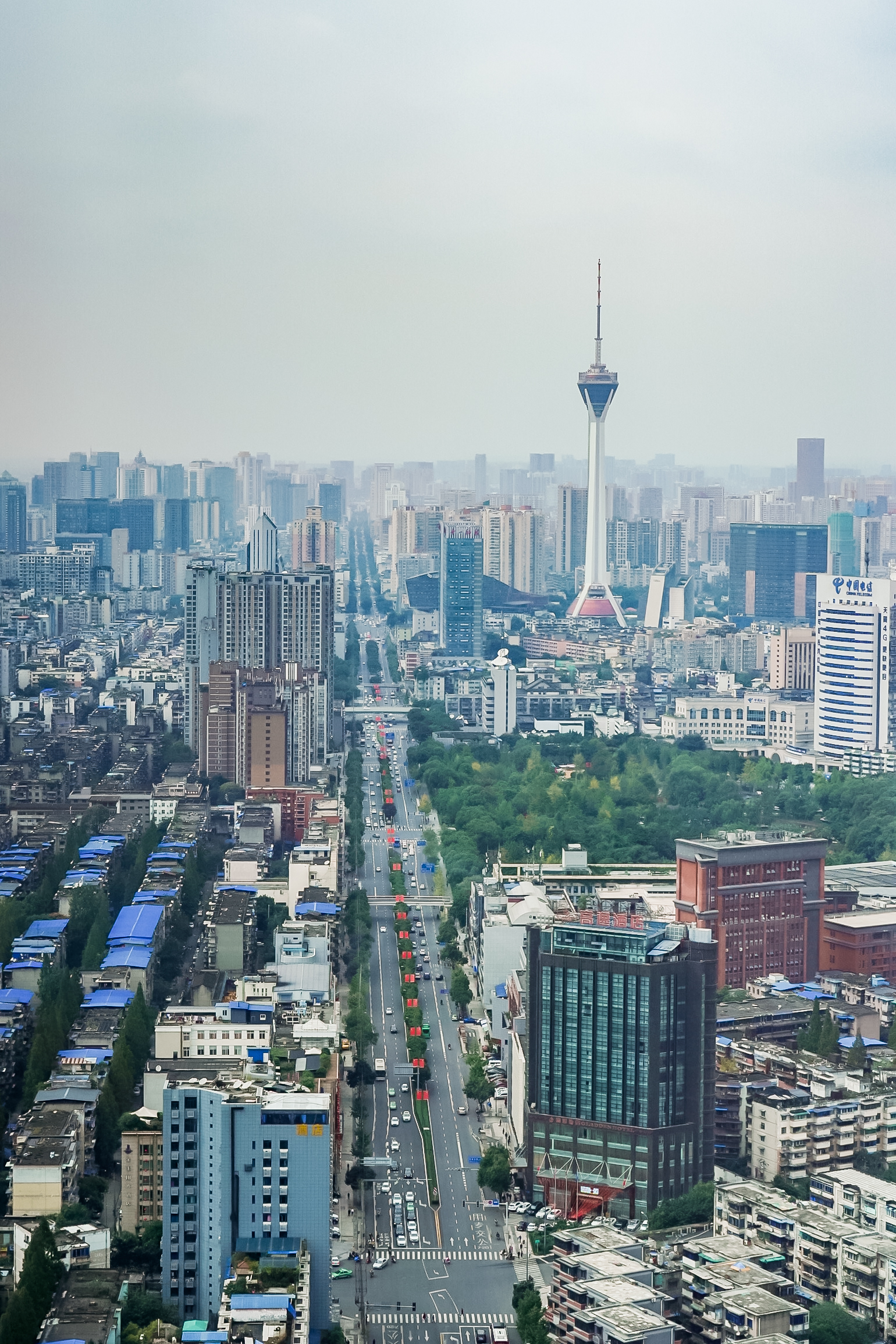
远眺电视塔